# 951
| 951                |
| ------------------ |
| Dødsfald - Fødsler |
|                    |

| Gregoriansk kalender | 951 CMLI                |
| Ab urbe condita      | 1704                    |
| Armensk kalender     | 400 ԹՎ Ն                |
| Kinesiske kalender   | 3647 – 3648 庚戌 – 辛亥 |
| Etiopisk kalender    | 943 – 944               |
| Jødisk kalender      | 4711 – 4712             |
| Hindukalendere       |                         |
| - Vikram Samvat      | 1006 – 1007             |
| - Shaka Samvat       | 873 – 874               |
| - Kali Yuga          | 4052 – 4053             |
| Iransk kalender      | 329 – 330               |
| Islamisk kalender    | 339 – 340               |

Se også 951 (tal)